# Armigeres laoensis
Armigeres laoensis is een muggensoort uit de familie van de steekmuggen (Culicidae). De wetenschappelijke naam van de soort is voor het eerst geldig gepubliceerd in 2003 door Toma & Miyagi.